# Дирижабль № 1 британської армії
Дирижабль № 1 британської армії (англ. British Army Dirigible No 1, який отримав назву Nulli Secundus (лат. «Неперевершений», дослівно «Не другий після когось») — напівжорсткий дирижабль, сконструйований і випробуваний британською армією в 1907 році. Перший у Британії військовий літальний апарат з двигуном.

## Розробка і дизайн
Побудований на армійській фабриці повітряних куль у Фарнборо. Перші роботи над проєктуванням виконував полковник Джеймс Темплер, а завершили полковник Джон Кеппер з Корпусу королівських інженерів і Семюел Франклін Коді, який головним чином відповідав за розробку рульового механізму та силової установки.
Дирижабль мав циліндричну оболонку з кишкових плівок без внутрішніх балонів, до якої на чотирьох шовкових стрічках підвішувався довгий каркас, виготовлений зі сталевих труб трикутного перерізу. До цього каркасу було прикріплене рухоме оперення, що складалися з руля висоти в задній частині, пари великих рулів висоти по міделю та ще однієї пари в передній частині. Під каркасом була підвішена невелика гондола з екіпажем і силовою установкою. Двигун «Antoinette» потужністю 50 к.с. (37 кВт), який через шкіряні ремені приводив у рух пару дволопатевих алюмінієвих пропелерів.

## Польоти

Поштівка з зображенням Nulli Secundus.

Перший політ Nulli Secundus здійснив 10 вересня 1907 року в Фарнборо з Кепером за штурвалом, якому допомагали Коді та капітан Кінг. Було здійснено два польоти. Під час першого дирижабль пролетів близько трьох миль на висоті приблизно 60 м, цей політ довелося перервати через несправність двигуна. Другий політ здійснили здійснено пізніше того ж дня, зменшивши площу лопатей гвинта, щоб збільшити швидкість їх обертання.
Більш публічний політ відбувся 5 жовтня, коли дирижабль дістався із Фарнборо до Лондона. Екіпаж із Кепера, Коді та лейтенанта Вотерлоу здійснив екскурсію над столицею, пролетівши над Вайтголл і Букінгемським палацем та обігнувши Собор Святого Павла. При спробі повернутися до Фарнборо зустрічний вітер швидкістю 29 км/год змусив їх приземлитися у районі Кришталевого палацу, в Сиденгемі.
Весь політ тривав 3 години 25 хвилин, і за цей час дирижабль подолав відстань 80 км.
10 жовтня, коли дирижабль усе ще був пришвартований у Кришталевому палаці, від сильного пориву вітру деякі троси розірвалися. Щоб уникнути подальших пошкоджень машини, екіпаж спустив водень через аварійні клапани, для прискорення цього процесу прорізавши щілину в оболонці. Частково розібраний дирижабль доставили назад до Фарнборо, де його перебудували зі змінами, назвавши Nulli Secundus II.

## Nulli Secundus II

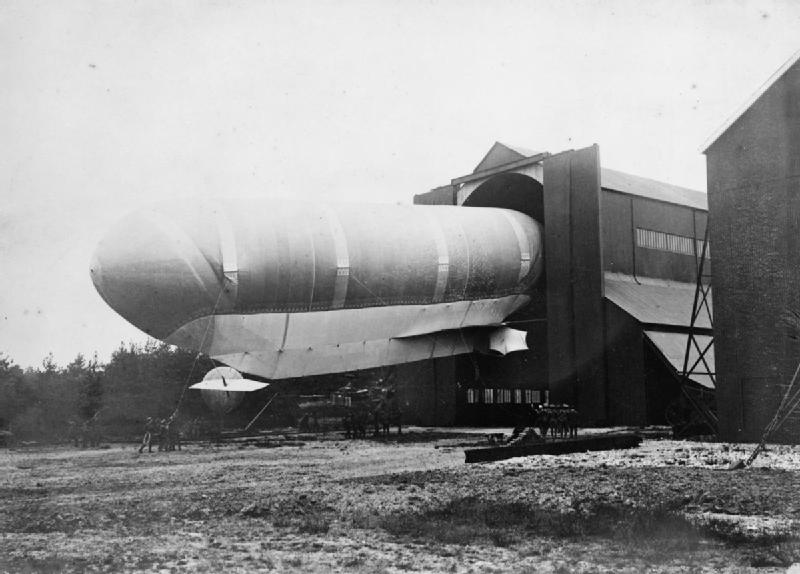
Nulli Secundus II виводять з елінгу.

Було вирішено повторно використовувати оболонку першої версії дирижабля, збільшивши її об'єм до 2400 м³. Інші особливості нової версії включали шовкову зовнішню обшивку всієї конструкції, новий і перероблений каркас, невеликий додатковий резервний газовий мішок у просторі між балоном і каркасом, модифіковане оперення, включаючи передній руль висоти, модифікована трансмісія від старого двигуна, заземлюючий стрижень.
Nulli Secundus II здійснив політ 24 липня 1908 року перед кількома тисячами глядачів, серед яких були генерал Горацій Сміт-Дорріен та засновники Королівського аероклубу — Чарльз Роллс та Френк Геджес Батлер. Після цього він здійснив лише один політ, з метою підготовки особового складу ВМС. Потім дирижабль був утилізований, а його двигун Коді використав для створення Аероплана № 1 британської армії.

## Технічні характеристикиNulli Secundus I
Дані взято з книги П. Льюїса «British Aircraft 1809—1914»:548
- Довжина: 37 м
- Діаметр: 7,9 м
- Об'єм: 1557 м³
- Силова установка: поршневий двигун "Antoinette"V-8 з водяним охолодженням, 50 к.с. (37 кВт)
- Максимальна швидкість: 25,75 км/год (14 вузлів)